# John Kricfalusi
Michael John Kricfalusi, noto anche con lo pseudonimo di John K. (Chicoutimi, 9 settembre 1955), è un animatore e doppiatore canadese.
È noto ad aver creato e diretto la serie a cartoni animati The Ren & Stimpy Show in collaborazione con l'ex-studio di animazione Spümcø.

## Cartoni animati
- The Ren & Stimpy Show
- Ren and Stimpy Adult Party Cartoon